# Барсов, Антон Алексеевич
Анто́н Алексе́евич Ба́рсов (1 [12] марта 1730, Москва — 21 декабря 1791 [1 января 1792], Москва) — русский учёный-лингвист, философ, переводчик и общественный деятель, действительный член Российской Академии (1783), профессор Московского университета (1755).

## Биография
Родился в Москве 1 (12) марта 1730 года. Его отец Алексей Кириллович Барсов — выпускник Славяно-греко-латинской академии у братьев Лихудов, учитель греческого языка в Спасском училищном монастыре и, наконец, директор Московской синодальной типографии — участвовал в исправлении текста славянской Библии вместе с Феофилактом Лопатинским и Софронием Лихудом. В 1732 году был арестован тайной канцелярией по доносу за то, что дал из типографии шрифт для набора книги религиозного содержания, хранил рукописную биографию Феофана Прокоповича, где тот изображался в неприглядном ключе. В мае 1736 года А. К. Барсов умер в тюрьме.
О матери Антона Алексеевича Барсова известно лишь то, что её звали Анной.
В возрасте 8 лет Антона, оставшегося без отца, зачислили в Славяно-греко-латинскую академию, несмотря на то, что в неё могли приниматься только ученики в возрасте от 13 до 20 лет. Сохранилась запись в отчёте за 1747 год:

… школы риторики Антон Барсов, московской типографии умершего директора Алексея Барсова сын, определён в школу 1738 года. Обучился пиитике, обучается риторике. Понятен.

В 1748 году, благодаря В. К. Тредиаковскому, в числе 30 наиболее способных и «отменно знающих» латинский язык молодых людей Барсов был определён в Академический университет Петербургской Академии наук, где занимался, в частности, у М. В. Ломоносова. Вёл занятия по математике в гимназии при Академии наук, затем по рекомендации Ломоносова сосредоточился на словесных и философских предметах.
Успехи Барсова отмечал академик И. Фишер:

… ежели между студентами учинить сравнение, то объявляю, что Барсов очень остроумен, и легко нечто приметить, понять и выдумать может. Он как в словесных науках, так и в философии с равною добротою упражнялся, и думаю, что он в каждой другой науке, а именно к которой он охоту имеет, со временем превзойти может…

По окончании университета в декабре 1753 года решением Конференции Академии Наук Барсов был удостоен учёной степени магистра философии и свободных наук, оставлен при Академии, читал лекции по математике и занимался переводами.
В феврале 1755 года Барсов по рекомендации Г. Н. Теплова был зачислен И. И. Шуваловым в штат открывшегося Московского университета преподавателем математики; при открытии университета 26 апреля 1755 года он произнёс «Речь о пользе учреждения Московского Университета». Преподавал математику в университетской гимназии (1755—1760). С. П. Шевырёв отмечал, что только в 1757 году появилось объявление о лекциях, в котором сообщалось о преподавании Барсовым математики.
Летом 1785 года Барсов был представлен университетской Конференцией к должности экстраординарного профессора математики, но не получил его из-за отсутствия такой должности в Проекте об учреждении Московского университета.
Только в январе 1761 года он был утверждён ординарным профессором кафедры красноречия, вместо умершего Н. И. Поповского — и до 1791 года читал курсы грамматики, риторики и поэзии. В 1760-х годах Барсов был инспектором обоих отделений университетской гимназии.
В 1771 году Барсов был избран секретарём Вольного Российского собрания. В 1789 году стал председателем Общества любителей учёности, затем был избран почётным членом Латинского общества в Йене.
21 октября 1783 года Барсов был приглашён на первое заседание Академии Российской, возглавляемой княгиней Е. Р. Дашковой. Он принимал участие, хотя и недолго, в работе над Словарём Академии Российской.
Помимо прочего, Барсов редактировал «Московские ведомости» (1756—1765) и с 1771 года в течение 20 лет был цензором книг, печатавшихся в типографии Московского университета.
Умер в Москве 21 декабря 1791 (1 января 1792) года.

## Основные работы
- Собрание 4291 древних российских пословиц (1770), 2-е изд. (1770, другая разбивка на стр.), 3-е изд. (1787)
- «Краткие правила российской грамматики» (1-е изд., 1771).
- Российская грамматика Антона Алексеевича Барсова / Подгот. текста и текстол. коммент. М. П. Тоболовой; Под ред. и с предисл. Б. А. Успенского. — М.: Изд-во МГУ, 1981. — 776 с. — 7730 экз. (недоступная ссылка)

Главный труд А. А. Барсова, «Российская грамматика», увидел свет лишь 200 лет спустя составления. В нём он дал «наставления, которые … другими грамматиками совсем опущены были, но и порядок систематический». В своей «грамматике» он впервые показал «видовые различия префиксального и суффиксального характера»; изложил «способы грамматической связи слов и предложений»; определил «зависимость порядка слов и интонации» в актах речи, показав роль «логического ударения при фразовом членении». Барсов предлагал орфографическую реформу: убрать «дублирующие буквы» (из пары букв «i-и» оставить первую), а также «буквы, не имеющие звукового значения» (изъять «ъ» в конце слов, а в середине слов заменить её апострофом).